# Curcuma andersonii
Curcuma andersonii là một loài thực vật có hoa trong họ Gừng. Loài này được John Gilbert Baker mô tả khoa học đầu tiên năm 1890 dưới danh pháp Kaempferia andersonii. Năm 2015, Jana Leong-Škorničková chuyển nó sang chi Curcuma.

## Từ nguyên
Baker không đề cập, nhưng trong mô tả thì ông viết là theo T. Anderson trong Hort. Bot. Calc..

## Phân bố
Loài này có tại Myanmar.

## Mô tả
Lá thuôn dài nhọn, phiến lá 3-4 inch (7,6-10 cm), màu lục nhạt, không đốm, hẹp tới đáy, cuống ngắn 1-2 inch (2,5-5 cm), tù dưới lên; cuống hoa 0, hoa vài bông trong một đầu hoa được các lá bắc lớn ~1,5-2 inch (3,8-5 cm) thuôn dài màu xanh lục bao quanh; tràng hoa hình ống, ngắn hơn lá bắc, các đoạn nhỏ, hình trứng; nhị lép nhỏ hình trứng ngược, môi hình tròn rộng, khoảng 0,5 inch (1,2 cm), màu trắng với đốm vàng tại họng, mép có khía răng cưa; mào bao phấn tròn, nguyên.